# La Mira
La Mira es un pico situado en la Sierra de Gredos. Tiene 2343 metros de altura y se trata de una de las cumbres más altas del sector central de la sierra, dejando siempre al margen las formaciones rocosas que se levantan alrededor del Circo de Gredos. La cima hace frontera común entre los términos municipales de Guisando, Arenas de San Pedro, El Hornillo y Hoyos del Espino, todos ellos pertenecientes a la provincia de Ávila.  La pendiente en la cara norte es suave, comenzando en ella la garganta de los Conventos. La cara sur es, sin embargo, mucho más abrupta. En los alrededores del pico existen muestras evidentes de erosión glaciar durante el Pleistoceno.

## Refugios

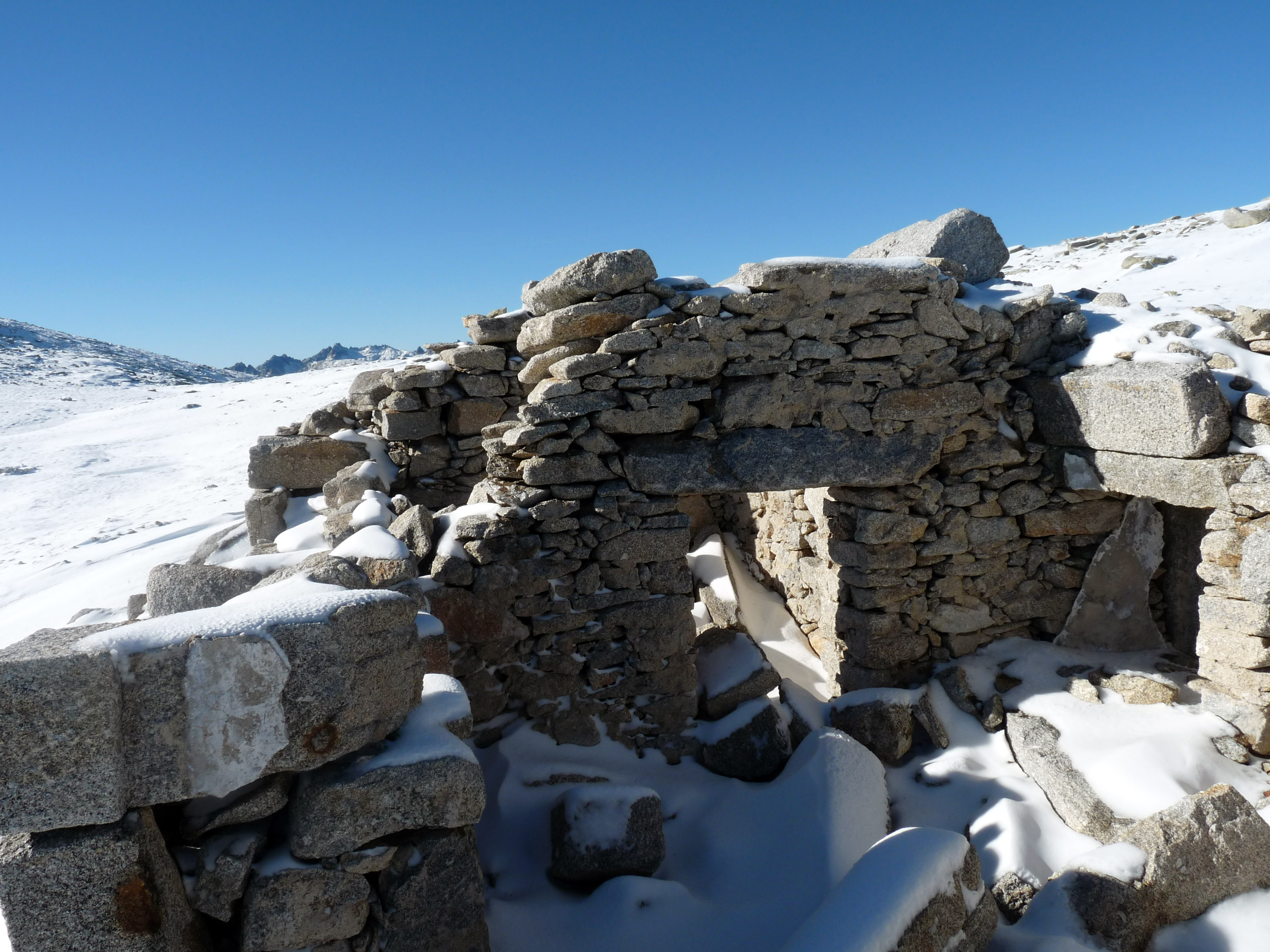
Refugio de los Pelaos.

En las proximidades del pico existen dos refugios de montaña. El único en activo en la actualidad es el refugio Victory, con 14 plazas, que está situado a 1995 m s. n. m. Propiedad inicialmente del Club de Peñalara de Madrid, pasó a manos del Grupo Gredos de Arenas de San Pedro hacia 2010-2011, y permanece abierto durante la temporada estival. Cerca de la cima existe otro refugio —conocido como "De los Pelaos"— construido en 1915 por la Sociedad de Turismo, Alpinismo y Recreo Arenas-Gredos de Arenas de San Pedro, pero se encuentra hoy día en ruinas.

## Ascensión
Su ascensión es relativamente sencilla. La cima se puede alcanzar tanto por la vertiente sur como la norte de la Sierra de Gredos. La ruta norte tiene su punto de partida en la Plataforma de Gredos, en el término municipal de Hoyos del Espino, y salva un desnivel de 573 m. La ascensión por el sur se inicia desde el Nogal del Barranco, en el término municipal de Guisando, y salva un desnivel de 1183 m. En la vertiente sur también se puede iniciar el ascenso desde "La Hiruela", en el término municipal de El Hornillo. En este último caso, desde El Hornillo, hay dos vías de ascenso: la más fácil, pasando por el "Puerto del Peón", Fuente de los Helveros y dejando a la derecha la formación rocosa de El Perico; o la más complicada, pero espectacular, subida por Canal Seca y atravesando Los Galayos